# Dramfeld
Dramfeld ist ein Ortsteil der Gemeinde Rosdorf im Landkreis Göttingen in Niedersachsen.

## Lage

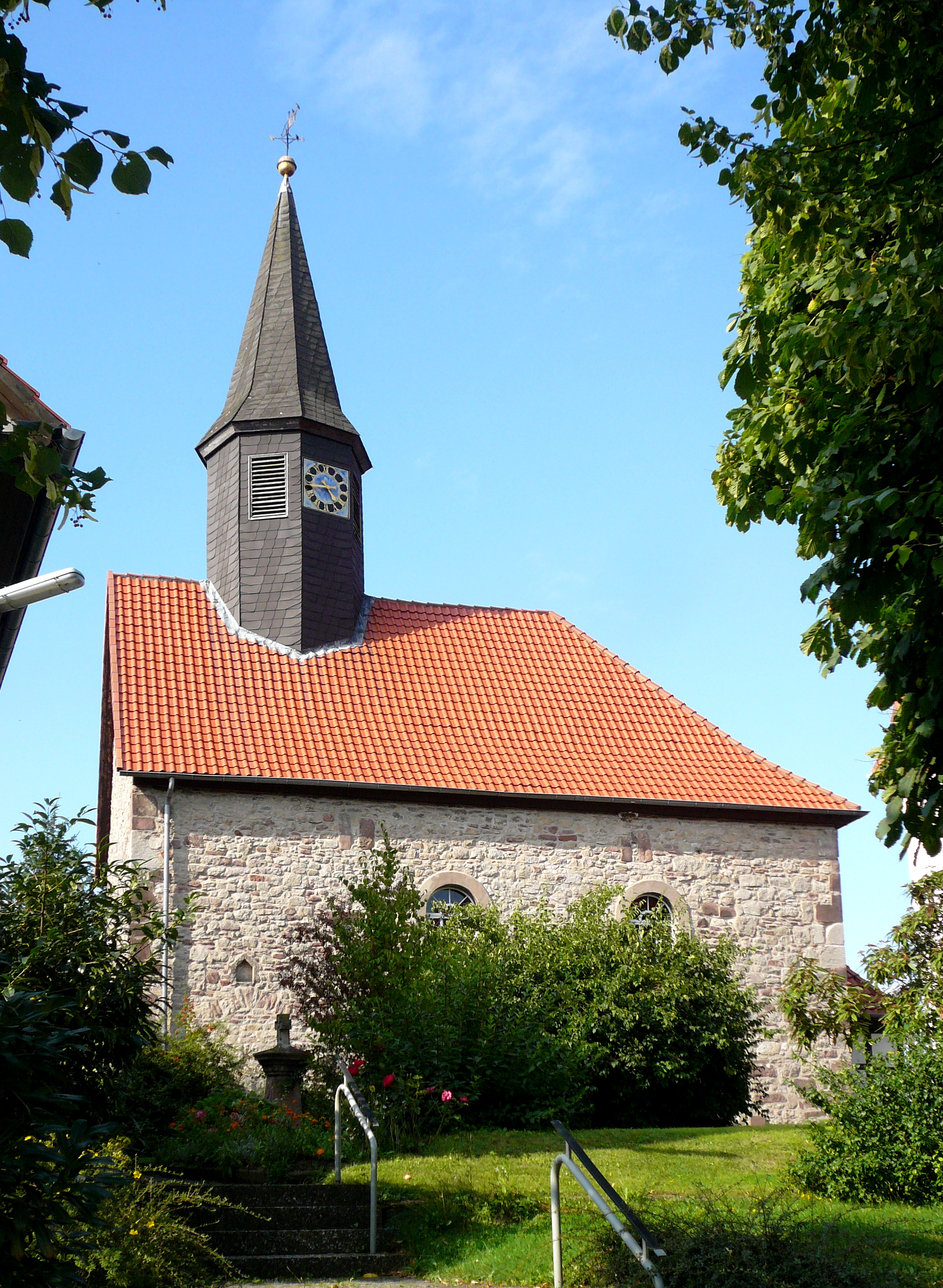
Kirche St. Nikolai in Dramfeld

Dramfeld liegt im Leinetal, 1 km östlich vom Naturpark Hann. Münden zwischen Göttingen und Hann. Münden.
Der Ort liegt verkehrsgünstig zu einem Anschluss der A 38, die 1 km entfernt südwestlich verläuft. 1 km entfernt westlich liegt das Autobahndreieck Drammetal, das die A 38 und die A 7 miteinander verbindet. So besteht eine schnelle Anbindung nach Göttingen und nach Kassel.
Durch den Ort fließt die Dramme, nach der der Ort benannt ist. Südlich erhebt sich der 282 m hohe Drammberg und nordöstlich der 253 m hohe Jägerberg.
Zu Dramfeld gehört das südwestlich von Dramfeld gelegene Klostergut Mariengarten, ein Gutshof mit Kirche und Wohngebäuden.

## Geschichte
Die erste Erwähnung des Ortes fällt auf den 15. Mai 1229 in einer Urkunde des Erzbischofs Siegfried III. von Mainz. Dieser beurkundet in jenem Dokument die Schenkungen des Ritters Heinrich von Ballenhausen an das Kloster Reinhausen, worunter sich auch der Zehnt zu Dramfeld befindet. Etwa zur gleichen Zeit besaß das adlige Geschlecht derer von Dramfeld, die als Vorläufer des Patrizier-Geschlechts derer von Dransfeld gelten, im Ort ihren Besitztum, einen freien, adligen Erbsitz und Burghof. Infolge eines Unfalls mit unbekannter Ursache, man vermutet eine Feuersbrunst, verloren späterhin die Edlen von Dransfeld ihren ersten Burg- und Erbsitz in Dramfeld und siedelten, teils nach Obernjesa und teils nach Göttingen um.
Am 1. Januar 1973 wurde Dramfeld in die Gemeinde Rosdorf eingegliedert.

## Politik

### Ortsrat
Dramfeld hat gemeinsam mit dem Klostergut Mariengarten einen fünfköpfigen Ortsrat, der seit der Kommunalwahl 2021 ausschließlich von Mitgliedern der "Wählergemeinschaft Dramfeld" besetzt ist.

### Ortsbürgermeister
Ortsbürgermeister ist Heiko Kubik (WgD), sein Stellvertreter ist Rainer Becker (WgD).

### Wappen
Die Blasonierung lautet:
„In Gold (Gelb) auf rotem Hügel ein aufrechter schwarzer Bär; dahinter eine linksschräge schwarze Mistgabel mit vier gebogenen Zinken.“
Begründung:
Das Wappen wurde im Januar 1950 gestaltet und ist die symbolhafte Darstellung einer Jagd auf einen vermeintlichen Bären um die Mitte des 19. Jahrhunderts. Auf dem Felde arbeitende Dorfbewohner sahen eines Tages ein zottiges Wesen in der Feldmark des Dorfes. Nachdem der Schreck überwunden war, fanden sich die Bauern zu einer Art Treibjagd mit bäuerlichen Geräten zusammen. Der Bär entpuppte sich hierbei als ein umherstromernder Hund.

## Kirche
Der ehemals rechteckige Wehrturm der evangelischen Kirche St. Nikolai wurde wohl im Jahr 1259 erbaut. Er bestand aus Kalkbruchstein, die Eckquader aus Sandstein. Im Jahr 1776 erfolgte der Ausbau zu einem barocken Saalraum mit großen Rundfenstern und Westportal. Ein achteckiger Dachreiter ist vorhanden. Im Osten der Kirche befindet sich eine Sakristei in Fachwerk-Bauweise.

## Persönlichkeiten
- Wolfgang Poppelbaum (* 1939), deutscher Jurist, wuchs nach seiner Flucht aus Wien 1944 in Dramfeld auf